# 加拉·达利
加拉·达利（西班牙語：Gala Dalí；1894年9月7日—1982年6月10日），原名叶连娜·伊万诺芙娜·季亚科诺娃（羅馬化：Elena Ivanovna Diakonova），生于俄罗斯帝国时期的喀山，是多位艺术家的“缪斯”，同时也是萨尔瓦多·达利的妻子，死于利加特港。

## 生平
生于喀山的知识分子家庭，她在波克羅夫斯科耶（Pokróvskoye）短暂生活过。1913年因為肺结核進入瑞士克拉瓦德爾（Clavadel）疗养院治疗，当时她19岁，并在此期间认识了第一任丈夫保爾·艾呂雅；之后随他前往巴黎，并育有一女賽席爾（Cécile）。她是萨尔瓦多·达利的超现实主义的源泉，也是路易·阿拉贡、马克斯·恩斯特和安德烈·布勒东的“缪斯”，而最后这位在晚些时候却对她加以蔑视。
加拉与前夫携几位朋友前往赫羅納的卡達克斯，在那里认识了达利；虽然他比加拉小了十岁，二人还是相爱并开始了一段颇具争议的关系。他们于1932年结婚，不久之后，她就接受了子宫切除手术；术后，1958年，二人再次结婚，这一次是天主教仪式婚礼，在赫罗纳的天使庇护所举办。
她是达利的“缪斯”，达利常常说，她是唯一能将他从疯狂和早亡中拯救出来的人。除了他的天才，达利是个困惑、不安、杂乱无章的人，而加拉作为他的经纪人和中间人，将达利的才华与现实世界连接起来。
由于进行这些商业运作，加拉触怒了许多艺术界的敏感神经，并被指为唯物主義。據稱加拉有过众多婚外情，對象包括她的前夫保爾·艾呂雅，且达利對此表示支持；这也许是因為达利癡迷於暴露性伴侣，这是一种类似于偷窥癖的心理症状。比如摇滚歌手杰夫·芬霍尔特，据称达利赠给他自己的画作和价值一百万美金的长岛居所。加拉非常受年輕藝術家的喜愛，在她晚年時也會贈送十分昂貴的禮物給予和她有關係者。
如此加拉为自己赢得了达利心中万神殿的最高位置，常常出现在达利的绘画中：画作中加拉在各种角色中转换，比如在《利加特港女神》中是基督教女神。达利为其所做的众多作品都表现出对她的挚爱，其中也不乏一些西方绘画中中年女性模特形象的优秀范例。

## 死亡
1982年，加拉死于利加特港，随后被移至普沃尔城堡（下安普拉丹）
。普沃尔城堡内有两个墓穴，在动工时就已经准备好，其中之一是达利提前特意为她买下，以便她可以被涂上防腐香料并下葬；两个墓穴并排安置。达利本人也搬去了城堡，以便在晚年也不与自己的女神分离；他本希望能长眠于加拉身旁的墓穴中，但最后却未能实现。
1. ↑  Prose, Francine (2003). The Lives of the Muses: Nine Women and the Artists They Inspired. HarperCollins Perennial. pp. 187–226. ISBN 0-06-019672-6.